# کلاوس بوندام
کلاوس بوندام (دانمارکی: Klaus Bondam؛ زادهٔ ۱۹ نوامبر ۱۹۶۳) بازیگر و سیاستمدار اهل دانمارک است.
از فیلم‌هایی که وی در آن نقش داشته‌است، می‌توان به یک انسان به‌تمام معنا، جشن، واپسین سرود میفونه، دنیای مُـنا و کوتاه و بلند اشاره کرد.